# Anna Zakrzewska
Anna Bożena Zakrzewska ps. „Hanka Biała” (ur. 24 grudnia 1925 w Toruniu, zm. 11 sierpnia 1944 w Warszawie) – łączniczka, sanitariuszka, uczestniczka powstania warszawskiego w III plutonie „Felek” 2. kompanii „Rudy” batalionu „Zośka”. Pośmiertnie awansowana na stopień podporucznika.

## Życiorys

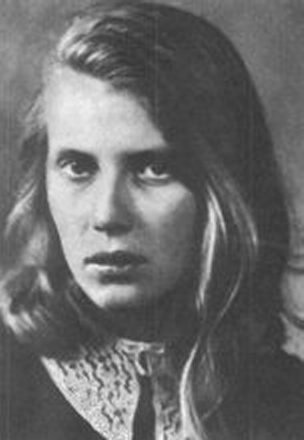
„Hanka Biała”

Córka Ireny Stefanii Łoskiewicz i Jana Zakrzewskiego. Podczas okupacji niemieckiej uczestniczyła w działaniach polskiego podziemia. Była członkiem Szarych Szeregów. Pod koniec czerwca i w lipcu 1944 roku brała udział w konspiracyjnym szkoleniu „Par II” (w „Bazie Leśnej”), które odbyło się w Puszczy Białej w rejonie Wyszkowa. Nosiła wtedy pseudonim „Hanka Biała”.
Początkowo służyła w 2. drużynie dowodzonego przez Zofię Krassowską (ps. „Zosia Duża”) plutonu żeńskiego „Oleńka” batalionu „Zośka”. W drużynie tej służyły również: Stefania Grzeszczak, Dorota Łempicka, Zofia Kasperska, Anna Wajcowicz. W powstaniu Anna Zakrzewska została przydzielona do III plutonu „Felek” 2. kompanii „Rudy” i służyła w jego patrolu sanitarnym.
Na początku sierpnia 1944 żołnierze batalionu „Zośka” zdobyli budynek szkoły przy ul. Spokojnej 13 na Woli. Anna uczestniczyła w obronie pobliskiej Szkoły św. Kingi przy Okopowej 55a. 11. dnia powstania warszawskiego przybyła na ul. Spokojną 13 w celu przekazania powstańcom rozkazu opuszczenia szkoły i przedostania się na Okopową, do szkoły św. Kingi.
Zginęła podczas opuszczania budynku szkoły przy Spokojnej poległa w rejonie ul. Okopowej, niedaleko Kolskiej. Miała wówczas 18 lat.

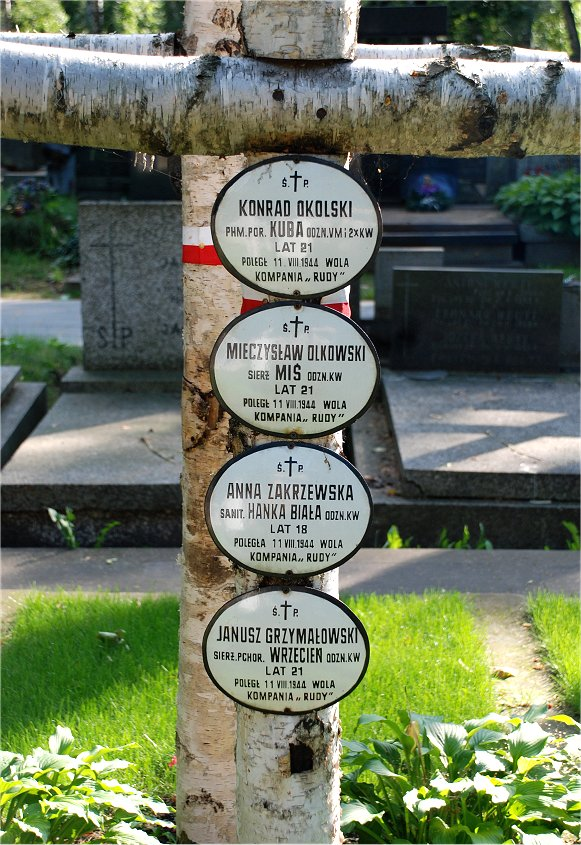
Mogiła na Powązkach

Pochowana wraz z phm. por. Konradem Okolskim, sierż. Mieczysławem Olkowskim i sierż. pchor. Januszem Grzymałowskim (którzy polegli w tym samym rejonie i tego samego dnia) w kwaterach żołnierzy i sanitariuszek batalionu „Zośka” na Wojskowych Powązkach w Warszawie (kwatera A20-5-18). Jej rodzice przeżyli wojnę.
Została odznaczona Krzyżem Walecznych.
11 maja 2020 roku Prezydent Rzeczypospolitej Polskiej podpisał postanowienie Nr 112.27.2020 o pośmiertnym nadaniu Annie Zakrzewskiej pierwszego stopnia oficerskiego podporucznika w uznaniu zasług na rzecz obronności państwa.